# Nicole Forrester
Nicole Forrester, née le 17 novembre 1976 à Aurora (Ontario), est une athlète canadienne, spécialiste du saut en hauteur.
Son meilleur concours date de 2007, quand elle franchit 1,97 m à Thessalonique.

## Palmarès
| Date | Compétition                    | Lieu           | Résultat | Marque |
| ---- | ------------------------------ | -------------- | -------- | ------ |
| 1998 | Jeux du Commonwealth           | Kuala Lumpur   | 5e       | 1,83 m |
| 1999 | Jeux panaméricains             | Winnipeg       | 3e       | 1,85 m |
| 2001 | Jeux de la Francophonie        | Ottawa         | 2e       | 1,89 m |
| 2001 | Universiade                    | Pékin          | 2e       | 1,94 m |
| 2002 | Jeux du Commonwealth           | Manchester     | 3e       | 1,87 m |
| 2002 | Coupe du monde des nations     | Madrid         | 8e       | 1,85 m |
| 2003 | Jeux panaméricains             | Saint-Domingue | 7e       | 1,80 m |
| 2006 | Jeux du Commonwealth           | Melbourne      | finale   | NM     |
| 2006 | Coupe du monde des nations     | Athènes        | 5e       | 1,94 m |
| 2007 | Jeux panaméricains             | Rio de Janeiro | 2e       | 1,95 m |
| 2007 | Championnats du monde          | Osaka          | qual.    | 1,84 m |
| 2008 | Championnats du monde en salle | Valence        | qual.    | 1,86 m |
| 2008 | Jeux olympiques                | Pékin          | qual.    | 1,89 m |
| 2009 | Jeux de la Francophonie        | Beyrouth       | 3e       | 1,80 m |
| 2010 | Jeux du Commonwealth           | New Delhi      | 1re      | 1,91 m |

## Records
| Épreuve         | Épreuve      | Performance | Lieu          | Date            |
| --------------- | ------------ | ----------- | ------------- | --------------- |
| Saut en hauteur | En extérieur | 1,97 m      | Thessalonique | 30 juillet 2007 |
| Saut en hauteur | En salle     | 1,95 m      | Arnstadt \|   | 3 février 2007  |